# 坞墙镇
坞墙镇，是中华人民共和国河南省商丘市睢阳区下辖的一个乡镇级行政单位。

## 行政区划
坞墙镇下辖以下地区：
坞墙村、闫楼村、陈楼村、郑楼村、段店村、赵庄村、牛庄村、大杨庄村、乌庄村、谢庄村、李油坊村、谢沟村、大孙庄村、谢袁庄村、宋庄村、澹楼村、后赵楼村、常庄村、东孟楼村、校张庄村、大郭庄村、张楼村和鲁楼村。